# Bigfoot (film)
Bigfoot è un film per la televisione statunitense del 2012 diretto da Bruce Davison, prodotto da The Asylum e trasmesso per la prima volta in TV il 30 giugno 2012 su Syfy. Il cast comprende anche diversi volti noti, come Danny Bonaduce e Barry Williams, che due anni prima aveva recitato in un altro film della società, Mega Piranha. In Italia è stato distribuito da Minerva Pictures il 6 novembre 2013 come film direct-to-video, e successivamente trasmesso in pay su Sky Italia.

## Trama
Deadwood, Dakota del Sud, alle pendici del monte Rushmore. Harley Anderson, un cinico organizzatore di eventi, vorrebbe organizzare proprio lì un grandissimo concerto (tra i cui musicisti vi è Alice Cooper nei panni di sé stesso) nonostante i dubbi e l'opposizione degli ambientalisti e soprattutto del suo ex socio Simon Quint. Ma una creatura abitava quelle pendici già molti decenni fa, il leggendario Bigfoot. Destato dopo un lungo torpore, la creatura comincia ad uccidere tutti coloro che gli capitano attorno. L'avido Harley propone di ucciderlo per salvare il progetto del concerto, mentre Simon vuole salvarlo poiché si tratta dell'ultimo esemplare della sua specie. L'esistenza certa della creatura comincia ad attirare molti cacciatori intenti a catturalo per guadagnare soldi, ma Bigfoot fa sempre molte più vittime, ad un punto tale che l'esercito decide di abbatterlo con la flotta aerea.
Sia a Simon che a Harley viene l'idea di intrappolare la creatura sul monte Rushmore, ma i due non vogliono collaborare poiché entrambi hanno idee opposte su cosa fare del Bigfoot, ma quando quest'ultimo li scorge e li raggiunge in cima, l'esercito apre il fuoco a suon di missili, distruggendo il monte Rushmore e uccidendo la creatura e i due eroi.
Un anno dopo, il sindaco Tom Gillis, divenuto paraplegico essendo stato in precedenza attaccato anch'egli dal Bigfoot ma sopravvissuto miracolosamente, svela una statua in onore di Simon e Harley, e il monte Rushmore viene ricostruito in loro onore.

## Promozione
La tagline è: "La leggenda continua!" (The legend is alive!)

## Distribuzione
Alcune delle uscite internazionali sono state:
- 30 giugno 2012 negli Stati Uniti
- 25 ottobre 2012 nei Paesi Bassi
- 28 ottobre 2012 in Belgio
- 10 novembre 2010 in Polonia (Wielka Stopa)
- 29 novembre 2012 in Germania (Hill Monster - Die Legende lebt!)
- 3 aprile 2013 in Giappone (Monster)